# ریتروپ (اکلاهما)
ریتروپ (به انگلیسی: Retrop) یک منطقهٔ مسکونی در ایالات متحده آمریکا است که در اکلاهما واقع شده‌است.